# Torance
Torance är en ort i Mexiko.   Den ligger i kommunen Topia och delstaten Durango, i den centrala delen av landet, 1 000 km nordväst om huvudstaden Mexico City. Torance ligger 2 421 meter över havet och antalet invånare är 109.
Terrängen runt Torance är varierad. Runt Torance är det mycket glesbefolkat, med 2 invånare per kvadratkilometer. Närmaste större samhälle är Topía, 6,4 km väster om Torance. I omgivningarna runt Torance växer i huvudsak blandskog.